# Arxiu central de Gaza
L'Arxiu central de Gaza (àrab: الأرشيف المركزي في غزة, al-Arxīf al-markazī fī Ḡaza), ubicat a la ciutat palestina de Gaza, fou la institució encarregada de preservar la documentació històrica de la ciutat i la seva història. Fou bombardejat per l'exèrcit israelià el 29 de novembre de 2023 i acabà sent cremat totalment el 6 de desembre de 2023. La notícia de la seva destrucció va ser publicada per la Universitat de Birzeit, la qual mostrà imatges de danys greus en l'edifici, amb papers i documents escampats, afirmant que s'havien eliminat milers de documents, arrasant amb la memòria de la ciutat i amb documentació històrica centenària. El bombardeig de l'arxiu i el seu posterior incendi formaven part de la campanya militar israeliana contra els serveis i instal·lacions civils palestines en la Guerra entre Israel i Gaza de 2023. La destrucció de l'arxiu suposà una violació del dret internacional humanitari, i la desaparició de documentació clau del desenvolupament urbà de la ciutat, incloent-hi estudis d'enginyeria cartogràfica de les xarxes d'aigua i clavegueram. Tant l'Associació de Professionals de l'Arxivística i la Gestió de Documents de Catalunya i el Consell Internacional d'Arxius (ICA) expressaren la seva profunda preocupació pel futur del patrimoni arxivístic de la ciutat de Gaza i feren una crida a tots els actors de la regió, i especialment als poders públics i als responsables de les accions militars, a no perjudicar cap professional del patrimoni documental o cultural que quedés a les zones afectades pel conflicte armat, abstenint-se de destruir el patrimoni documental i cultural en compliment de la Convenció de 1954 per a la protecció dels béns culturals en cas de conflicte armat, ja que tal com deia la declaració «els arxius i els registres són crucials per a la defensa dels drets humans i per a la reconstrucció de la societat després del conflicte i han de ser protegits per totes les parts.»